# Holeadîn, Șațk
Holeadîn (în ucraineană Голядин) este un sat în comuna Hrabove din raionul Șațk, regiunea Volînia, Ucraina.

## Demografie
Componența lingvistică a localității Holeadîn
     Ucraineană (98,82%)
     Rusă (1,18%)
Conform recensământului din 2001, majoritatea populației localității Holeadîn era vorbitoare de ucraineană (98,82%), existând în minoritate și vorbitori de rusă (1,18%).